# Bundesregierung Vranitzky II
Die österreichische Bundesregierung Vranitzky II war eine Große Koalition zwischen SPÖ und ÖVP und war die erste solche Koalition seit 1966. Nach der vorgezogenen Nationalratswahl vom November 1986, die von der SPÖ auf Grund der Wahl Jörg Haiders zum neuen FPÖ-Parteiobmann bewirkt wurde, löste sie die SPÖ-FPÖ-Regierung Vranitzky I ab.
Bundespräsident Kurt Waldheim ernannte die Regierung Vranitzky II am 21. Jänner 1987. Sie trat am 9. Oktober 1990 zurück, zwei Tage nach der turnusmäßigen Nationalratswahl. Bis zum 17. Dezember 1990, als das Kabinett Vranitzky III ernannt wurde, war sie hierauf vom Bundespräsidenten mit der Fortführung der Geschäfte betraut.
| Amt                                                                                           | Foto | Name                                                   | Partei | Partei    | Staatssekretär                                 | Partei |
| --------------------------------------------------------------------------------------------- | ---- | ------------------------------------------------------ | ------ | --------- | ---------------------------------------------- | ------ |
| Bundeskanzler                                                                                 |      | Franz Vranitzky                                        |        | SPÖ       | Johanna Dohnal                                 | SPÖ    |
| Vizekanzler                                                                                   |      | Alois Mock bis 24. April 1989                          |        | ÖVP       |                                                |        |
| Vizekanzler                                                                                   |      | Josef Riegler ab 24. April 1989                        |        | ÖVP       |                                                |        |
| Auswärtige Angelegenheiten                                                                    |      | Alois Mock                                             |        | ÖVP       |                                                |        |
| Inneres                                                                                       |      | Karl Blecha bis 2. Februar 1989                        |        | SPÖ       |                                                |        |
| Inneres                                                                                       |      | Franz Löschnak ab 2. Februar 1989                      |        | SPÖ       |                                                |        |
| Justiz                                                                                        |      | Egmont Foregger                                        |        | Parteilos |                                                |        |
| Finanzen                                                                                      |      | Ferdinand Lacina                                       |        | SPÖ       | Johannes Ditz ab 7. März 1988 Günter Stummvoll | ÖVP    |
| Wirtschaftliche Angelegenheiten                                                               |      | Robert Graf bis 24. April 1989                         |        | ÖVP       |                                                |        |
| Wirtschaftliche Angelegenheiten                                                               |      | Wolfgang Schüssel ab 24. April 1989                    |        | ÖVP       |                                                |        |
| Arbeit und Soziales                                                                           |      | Alfred Dallinger bis 23. Februar 1989†                 |        | SPÖ       |                                                |        |
| Arbeit und Soziales                                                                           |      | Ferdinand Lacina bis 10. März 1989 (provisorisch)      |        | SPÖ       |                                                |        |
| Arbeit und Soziales                                                                           |      | Walter Geppert ab 10. März 1989                        |        | SPÖ       |                                                |        |
| Land- und Forstwirtschaft                                                                     |      | Josef Riegler bis 24. April 1989                       |        | ÖVP       |                                                |        |
| Land- und Forstwirtschaft                                                                     |      | Franz Fischler ab 24. April 1989                       |        | ÖVP       |                                                |        |
| Landesverteidigung                                                                            |      | Robert Lichal bis 6. November 1990                     |        | ÖVP       |                                                |        |
| Landesverteidigung                                                                            |      | Alois Mock ab 6. November 1990 mit der Aufgabe betraut |        | ÖVP       |                                                |        |
| Öffentliche Wirtschaft und Verkehr                                                            |      | Rudolf Streicher                                       |        | SPÖ       |                                                |        |
| Wissenschaft und Forschung                                                                    |      | Hans Tuppy bis 24. April 1989                          |        | ÖVP       |                                                |        |
| Wissenschaft und Forschung                                                                    |      | Erhard Busek ab 24. April 1989                         |        | ÖVP       |                                                |        |
| Unterricht, Kunst und Sport                                                                   |      | Hilde Hawlicek                                         |        | SPÖ       |                                                |        |
| Umwelt, Jugend und Familie                                                                    |      | Marilies Flemming                                      |        | ÖVP       |                                                |        |
| Föderalismus und Verwaltungsreform (von 1. April 1987 bis 24. April 1989 am Bundeskanzleramt) |      | Heinrich Neisser von 1. April 1987 bis 24. April 1989  |        | ÖVP       |                                                |        |
| Föderalismus und Verwaltungsreform (von 1. April 1987 bis 24. April 1989 am Bundeskanzleramt) |      | Josef Riegler ab 24. April 1989                        |        | ÖVP       |                                                |        |
| Gesundheit und öffentlicher Dienst (ab 1. April 1987 am Bundeskanzleramt)                     |      | Franz Löschnak von 1. April 1987 bis 2. Februar 1989   |        | SPÖ       |                                                |        |
| Gesundheit und öffentlicher Dienst (ab 1. April 1987 am Bundeskanzleramt)                     |      | Harald Ettl ab 2. Februar 1989                         |        | SPÖ       |                                                |        |